# Le Bleymard
Le Bleymard era un comune francese di 380 abitanti situato nel dipartimento della Lozère nella regione dell'Occitania. Il 1º gennaio 2017 i comuni di Bagnols-les-Bains, Belvezet, Le Bleymard, Chasseradès, Mas-d'Orcières e Saint-Julien-du-Tournel si sono uniti per formare il nuovo comune di Mont Lozère et Goulet di cui Le Bleymard è il capoluogo.

## Storia

### Simboli
Il comune ha adottato il proprio emblema il 22 aprile 1956 riprendendo lo stemma della baronia di Tournel di cui Le Bleymard faceva parte.

## Società

### Evoluzione demografica
Abitanti censiti